# Entosthodon acaulis
Entosthodon acaulis là một loài Rêu trong họ Funariaceae. Loài này được (Hampe) Fife mô tả khoa học đầu tiên năm 1985.